# Васюков Євген Андрійович
Євген Андрійович Васюков (нар. 5 березня 1933, Москва — 10 травня 2018) — радянський шахіст, шаховий теоретик. Шестиразовий чемпіон Москви, учасник 11 чемпіонатів СРСР. Міжнародний гросмейстер (1961).
Шестиразовий чемпіон Москви (1955, 1958, 1960, 1962 (1-2-е місце з Юрієм Авербахом), 1972, 1978). У складі команди Москви перемагав на Спартакіадах народів СРСР 1959, 1967, 1983. Переможець шахових олімпіад 1955 і 1956 у складі студентської збірної СРСР. З 1959 року брав участь в 11 чемпіонатах СРСР; найкращі результати: 1961 (листопад-грудень) — 4-5-е місце (з Михайлом Талем), 1967 — 3; 1968 — 6-10; 1972 (зональний турнір) — 6-7-е місця. 1974 року переміг на сильному міжнародному турнірі в Манілі (випередив, зокрема Тиграна Петросяна, Бента Ларсена, Лароша Портіша, Л. Любоєвича, С. Глігорича, У.Андерссона). Тренер студентської збірної СРСР (1961), тренер-консультант Анатолія Карпова в матчах за титул чемпіона світу в Багіо (1978) та Москві (1984—1985). Тренер олімпійської збірної Угорщини, (1963), Монголії (1967), Польщі (1972), Шрі-Ланки (1980), Індії (1985—1986).
Шаховий теоретик; автор низки нових продовжень в іспанській партії, індійському захисті, англійському початку та інших дебютах. Шаховий журналіст, редактор шахового відділу газети «Вечірня Москва» (з 1970).